# Crims a Barcelona. Formigó tacat de sang
Crims a Barcelona. Formigó tacat de sang (títol original en alemany, Der Barcelona-Krimi: Blutiger Beton) és un telefilm alemany de temàtica policíaca del 2020 dirigida per Isabell Šuba. És la quarta entrega a la sèrie de pel·lícules de ficció criminal d'ARD Crims a Barcelona amb Clemens Schick i Anne Schäfer en els papers principals. La primera emissió va tenir lloc el 28 de maig de 2020 com a part de la franja del canal Das Erste dels dijous en horari de màxima audiència dedicada a la ficció criminal. S'ha doblat al català per a TV3, que el va estrenar el 20 d'abril de 2025.

## Sinopsi
En el seu quart cas junts, el comissari Xavi Bonet i la comissària Fina Valent s'enfronten a la creixent gentrificació de Barcelona. Els criden a unes obres, on s'estan construint habitatges de luxe, per investigar l'assassinat d'un home. El constructor Macario Herera va ser-ne un dels beneficiats. Durant la investigació resulta ser el mort desconegut. Entre els sospitosos hi ha el seu soci comercial Néstor Rodríguez, el seu fill Fèlix, que va lluitar contra els projectes del seu pare, el xicot de la filla de la Fina, la Maria, i molts desconeguts que van ser desallotjats dels seus barris. Durant la investigació, la Fina en particular ha de saber controlar-se perquè fa temps va tenir una aventura amb en Néstor.

## Producció
El rodatge d'aquest telefilm, sota el títol provisional d'Okupa, va tenir lloc del 4 de novembre al 3 de desembre de 2019 a Barcelona.